# Abel Clarin de La Rive
Pour les articles homonymes, voir Clarin et Rive.
Abel Clarin de La Rive (né Vivant Pierre Abel Clarin à Chalon-sur-Saône le 4 avril 1855 et mort à Paris 7e arrondissement le 5 juillet 1914) est un historien, essayiste, journaliste et militant antimaçonnique français.

## Biographie
Il succède à Léo Taxil à la direction de l'hebdomadaire France chrétienne antimaçonnique en janvier 1896, poste qu'il assumera jusqu'à sa mort survenue au début de juillet 1914. Cette publication, qui avait entre-temps changé de nom pour s'appeler La France antimaçonnique, s'arrêtera avec lui. Il dirigeait le Conseil antimaçonnique de France dont La France antimaçonnique était l'organe.

## Lien et référence externe
- Notices d'autorité :   - VIAF
  - ISNI
  - BnF (données)
  - IdRef
  - LCCN
  - Pologne
  - NUKAT
  - Vatican
  - Grèce
  - WorldCat
- Notice biographique sur le site Grand Lodge BC-Y